# Yalgoo
Yalgoo è una città situata nella regione di Mid West, in Australia Occidentale; essa si trova 500 chilometri a nord di Perth ed è la sede della Contea di Yalgoo. Al censimento del 2006 contava 164 abitanti, circa la metà delle quali sono di origine aborigena.